# Abacetus rugatinus
Abacetus rugatinus là một loài bọ chân chạy thuộc phân họ Pterostichinae. Loài này được Csiki mô tả lần đầu năm 1930.